# 日本百科全書
日本稱百科全书為百科事典。這個詞彙出自9世紀平安時代，意指擁有一百個主題的書籍。雖然日本在接觸西方後的明治時期才出現第一套現代百科全書，但是日本百科全書的出版事業其實已經超過1000年歷史。好幾套則自二次大戰已經發行，例如兒童百科全書。現存的則有日本大百科全書、世界大百科事典及日語維基百科。

## 歷史

### 戰前時期
日本百科全書的歷史可以追索到中世紀。當時日本受到中國类书的影响，首個雛型是由滋野貞主下令由多達一千卷彙編而成共831卷的《秘府略》。日本承平年間 (931年 - 938年)源順受中國分類辭典『爾雅』的影響，根據萬葉假名的次序所編寫成共10卷的《和名類聚抄》已具百科全書形象。13世紀，全套為11卷的《塵袋》面世。它那創新的問答方式成了中世紀日本作品模仿的對象。
1609年，一套分14部共106卷附有插圖的类书－《三才圖會》(三才図会）; (根據字義即天地人三大力量的圖冊)從中國明朝輸入日本。在1712年，寺島良安模仿《三才圖會》出版了《和漢三才圖會》(和漢三才図会) (關於中日天地人三大力量的圖冊)，是日本第一套繪本类书。以當時東亞學者常常使用的傳統中文字來書寫的《和漢三才圖會》有一些能夠反映當時生活面貌的幻想性條目。譬如不死國（不死国）及長腳國（長脚国）。可是，它的表現方式，主題分類及為相同的現象的其他解釋作討論，像在製作現代百科全書。
當時日本正值明治時期的文明開化運動中，擔任德川慶喜政治顧問的哲學家西周  編纂了日本首個現代百科全書─《百學連環》 (百学連環)。自從1873年，日本的文部科學省大臣以百科全書的名義贊助把張伯斯百科書翻譯為日文的工作。該項工作於1880年代完成。後來日本神祇院贊助西村茂樹(西村茂樹)的編纂工作及《古事類苑》(古事類苑)的工作。《古事類苑》終於在1914大功告成。出版社三省堂在1908年至1919年間出版了共有10冊的日本百科大辭典 (日本百科大辞典)，而平凡社在1931年至1934年間出版了共有28冊的大百科事典 (大百科事典)。大百科事典是首個使用「事典」而不用來表達「百科全書」一詞。自此之後，「事典」代表百科全書而則代表辭典。

### 戰後時期
第二次世界大戰之後，平凡社在1955年至1959年以出版一套共32冊的《世界大百科事典》來響應日本的新國際化。小學館(小学館)便在1967年至1972年出版日本首套全彩色共19冊的《大日本百科事典》(Encyclopedia Japonica)。在1970年至1974年間，學習研究社（学習研究社）出版了21冊的百科全書─大現代百科事典(グランド現代百科事典)。1974年及1975年一套30冊日語版的大英百科全書(ブリタニカ国際百科事典)在日本出版。1984年，平凡社出版16冊的《大百科事典》而小學館同年開始出版25冊的《日本大百科全書》(又名Encyclopedia Nipponica)直到1989年為止。第二版則在1994年推出。不同類型的兒童百科全書在1950年代至1960年代推出市面。

## 著名的日本百科全書
1. 日本大百科全書
2. 世界大百科事典

## 其他與日本有關的百科全書
因為日本的百科全書不一定是日語百科全書，所以講談社日本百科全書是一套英語百科全書，由講談社首次在1983年出版，1986年出版補充部分。現在它的在線版本在http://www.ency-japan.com （页面存档备份，存于） 。